# Barbara Werle
Barbara May Theresa Werle, verheiratete Barbara Branca, (* 6. Oktober 1928 in Mount Vernon, New York; † 1. Januar 2013 in Carlsbad, Kalifornien) war eine US-amerikanische Schauspielerin und Tänzerin.

## Leben
Werle wurde als Barbara May Theresa Werle geboren. Sie besuchte eine katholische High School. Nach ihrem Abschluss erhielt sie eine professionelle Ausbildung im Tanzsport, als Tänzerin für Standardtänze. 1955 gewann sie mit ihrem Partner John Mansell den Harvest Moon Ball. Als Teil des Tanzpaars Barbara and Mansell trat sie in Las Vegas auf und gab Gastspiele in Nachtclubs überall in den Vereinigten Staaten. Sie trat als Tänzerin mehrfach in der Ed Sullivan Show auf.
Mitte der 1960er Jahre ging Werle nach Hollywood, um Schauspielerin zu werden. Ihr Fernsehdebüt gab sie 1963 als Krankenschwester Betsy Gordon in einer Folge der US-amerikanischen Fernsehserie McHale’s Navy. In mehreren Kinofilmen war sie als Partnerin von Elvis Presley zu sehen: in der Western-Komödie Cowboy-Melodie (1965), in der Komödie Verschollen im Harem (1965, als orientalische Schönheit Leilah) und in dem Western Charro! (1969, als Mrs. Sara Remsey).
Weitere Kinorollen hatte sie in dem Kriegsfilm Die letzte Schlacht (1965, als Mädchen Elena), in dem Western Rancho River (1966, als Deke Gert), in dem Science-Fiction-Thriller Der Mann, der zweimal lebte (1966, als Sekretärin), in dem Western Der Sheriff schießt zurück (1967, als Leann), in dem Katastrophenfilm Krakatoa – Das größte Abenteuer des letzten Jahrhunderts (1969; als Charley, Freundin des opiumsüchtigen Tauchers Connerly) und Vergeltung in Nemo Town (1975, als Billie).
In der US-Fernsehserie San Francisco International Airport hatte sie 1970 eine Hauptrolle an der Seite von Lloyd Bridges und Clu Gulager. Sie spielte June, die Sekretärin des Flughafen-Direktors Conrad (Lloyd Bridges). Außerdem hatte sie zwischen 1963 und 1970 mehrere verschiedene Rollen in der US-amerikanischen Westernserie Die Leute von der Shiloh Ranch.
Mitte der 1970er Jahre zog sich Werle vom Filmgeschäft zurück. Ihre letzte Filmrolle hatte sie, gemäß der Filmdatenbank IMDb, 1976 in dem Fernsehfilm Perilous Voyage. Sie widmete sich fortan hauptsächlich ihrem Hobby, dem Gesang im Kirchenchor.
Im Jahr 2000 zog sie in das Wohnviertel La Costa in Carlsbad, Kalifornien. Dort sang sie von 2000 bis 2012 als Sopran im St. Elizabeth Seton Traditional Choir.
Ihr Sohn John G. Branca ist ein bekannter Rechtsanwalt; er vertritt zahlreiche Rockmusiker und Showstars.

## Filmografie (Auswahl)
- 1963: McHale’s Navy (Fernsehserie, 1 Folge)
- 1963–1970: Die Leute von der Shiloh Ranch (The Virginian) (Fernsehserie, sieben Folgen)
- 1965: Cowboy-Melodie (Tickle Me)
- 1965: Verschollen im Harem (Harum Scarum)
- 1965: Die letzte Schlacht (Battle of the Bulge)
- 1965–1967: Laredo (Fernsehserie, drei Folgen)
- 1966: Rancho River (The Rare Breed)
- 1966: Der Mann, der zweimal lebte (Seconds)
- 1966–1967: The Road West (Fernsehserie, zwei Folgen)
- 1967: Der Sheriff schießt zurück (Gunfight in Abilene)
- 1969: Der Chef (Ironside) (Fernsehserie, 1 Folge)
- 1969: Krakatoa – Das größte Abenteuer des letzten Jahrhunderts (Krakatoa: East of Java)
- 1969: Charro! (Charro!)
- 1970: San Francisco International Airport (Fernsehserie, zwei Folgen)
- 1972: The Weekend Nun (Fernsehfilm)
- 1975: Vergeltung in Nemo Town (Gone with the West)
- 1976: Perilous Voyage (Fernsehfilm)